# Japanische Badmintonmeisterschaft 1972
Die Japanische Badmintonmeisterschaft 1972 fand vom 13. bis zum 17. Dezember 1972 im Yoyogi National Gymnasium in Tokio statt. Es war die 26. Austragung der nationalen Titelkämpfe im Badminton in Japan.

## Titelträger
| Disziplin    | Sieger                         |
| ------------ | ------------------------------ |
| Herreneinzel | Ippei Kojima                   |
| Dameneinzel  | Hiroe Yuki                     |
| Herrendoppel | Ippei Kojima Masao Akiyama     |
| Damendoppel  | Machiko Aizawa Etsuko Takenaka |
| Mixed        | Eiichi Sakai Hiroe Amano       |